# Kapringen
Kapringen és un thriller danès de 2012 escrit i dirigit per Tobias Lindholm. La història tracta del segrest d'un vaixell de càrrega per part d'un grup de pirates somalis. Johan Philip Asbæk dona vida al cuiner del vaixell, mentre que Søren Malling interpreta al CEO de l'empresa de la nau, que intenta negociar el rescat del vaixell i la tripulació amb els pirates. La pel·lícula va estrenar-se a l'edició 69 del Festival Internacional de Cinema de Venècia.

## Argument
En ple oceà Índic, una banda de pirates somalis segresten el vaixell de càrrega danès MV Rozen. Comencen llavors unes llargues i dures negociacions entre els segrestadors i l'empresa propietària del vaixell, encapçalades per Peter C. Ludvigsen, el director general de la companyia, que tracta de regatejar l'import del rescat. Per la seva banda, Mikkel, cuiner del vaixell, està atrapat entre els pirates somalis i el consell d'administració de l'empresa per a la que treballa la tripulació i haurà de superar una sèrie d'esdeveniments d'enorme tensió durant les negociacions.

## Equip artístic
- Søren Malling com a Peter C. Ludvigsen, CEO de l'empresa propietària del vaixell.
- Johan Philip Asbæk com a Mikkel Hartmann, cuiner del vaixell segrestat.
- Dar Salim com a Lars Vestergaard, membre del consell administratiu de l'empresa.
- Roland Møller com a Jan Sørensen, membre de la tripulació i amic de Mikkel.
- Gary Skjoldmose Porter com a Connor Julian, un negociador britànic amb experiència en segrestos.
- Abdihakin Asgar com a Omar, el traductor i negociador dels pirates.
- Keith Pearson com el capità de la nau.
- Amalie Ihle Alstrup com a Maria Hartmann, la dona de Mikkel Hartman.

## Producció
Asbæk and Malling van ser elegits abans que l'escriptura del guió comencés; el guionista i director Lindholm havia treballat amb els dos anteriorment i havia gaudit de la seva companyia. Lindholm volia escriure una pel·lícula sobre un vaixell que trobava algun tipus de problema al mar, però no era capaç de pensar en una bona trama. Quan va llegir sobre els vaixells de càrrega danesos que els pirates de l'oceà Índic havien segrestat, va comprendre que podria fer servir aquesta situació per a la seva pel·lícula.
La pel·lícula va ser rodada emprant un vaixell de veritat. La tripulació del vaixell, que van treballar com a extres, havien estat segrestats en el passat i van contribuir en detalls del guió, com la idea de separar la tripulació. Per tal d'evitar un segrest real, van contractar un grup de guàrdies armats per a protegir la producció. El càsting per elegir els actors que encarnarien els pirates va ser realitzat a Mombassa (Kenya).
Lindholm va demanar permís als caps dels clans somalis per a realitzar el càsting, i va resultar francament sorprès quan ells van suggerir que els pirates fossin representats de forma negativa; els caps van dir que els pirates estaven reclutant molts homes joves, i que era difícil dissuadir els joves d'unir-s'hi. El repartiment final va ser una barreja d'actors professionals i homes que actuaven per primer cop. Durant la gravació, Lindholm va mantenir Malling, un comediant professional, en tensió constant al no permetre-li caure de nou en la comèdia. Porter, un negociador professional, no tenia línies en el guió, ja que Lindholm el volia per emprar els seus coneixements i habilitats reals. Abdihakin, l'únic actor d'ètnia somali del repartiment, va ser escollit per la seva aparença distintiva. Era la primera vegada que actuava i va entrenar-se a si mateix veient documentals del making off de pel·lícules famoses, a les que habitualment es referia durant el rodatge. Per tal de mantenir els pirates com a estranys i amenaçadors, els seus diàlegs no van ser subtitulats. Al principi, Lindhold estava preocupat que hi hagués massa diàlegs en anglès al llarg de la pel·lícula per al mercat danès, però, en favor de la versemblança, els va mantenir. Això va tenir un efecte no intencionat de fer la pel·lícula més fàcil de vendre als mercats internacionals.

## Crítica
Segons els usuaris de Rotten Tomatoes, el 95% de les 106 crítiques que va rebre la pel·lícula van ser positives, donant al film una valoració mitjana de 7,9/10. Metacritic va donar al film una puntuació de 82 sobre 100 basant-se en 62 crítiques. Geoff Pevere de The Globe and Mail va felicitar la pel·lícula per la seva habilitat d'evitar els "thrillers convencionals" sense comprometre el seu suspens. Nick LaSalle del San Francisco Chronicle va dir que era un "metòdic i tens" estudi de personalitat.